# 戴旭
戴 旭（たい きょく、1964年9月30日 - ）は、中華人民共和国人民解放軍空軍の上校。

## 経歴
河南省生まれ。「空军通信学校」を卒業後、「空军政治学院」を卒業。研究所上校として300を超える記事を公表。現役の空軍上級将校であり、中国では人気の執筆家、言論人でもある。
著書代表作に「C形包囲」「盛世狼煙」「2030肢解中国-美国全球戦略与中国危機」などがあり、特に『C形包囲』は中国でベストセラーとなり「中国最大の敵 日本を攻撃せよ」のタイトルで日本でも出版された。2010年8月20日には「米国が依然として慎重にならなければ、両国が将来、衝突しあるいは戦争をする可能性は100％ある。」と中国網に寄稿した。これら”日本を攻撃せよ””米中戦争の可能性は100%”などに代表される過激発言は不満燻ぶる中国内で人気を呼び、たびたびマスコミに取り上げられており、著書の一部は映像化されてもいる。

## 著書
- 大空戦
- 海図騰 - 一百年来的海洋、海権、海軍与中国航母
- 盛世狼煙
- 以血祭天
- 20世纪世界空战
- 2030肢解中国-美国全球戦略与中国危機
- C形包囲